# Eishockey-Bundesliga (Österreich) 1992/93
Die Österreichische Eishockeyliga 1992/93 wurde mit sechs Vereinen ausgetragen. Meister wurde zum dritten Mal in der Vereinsgeschichte Titelverteidiger EC VSV, der sich im Finale gegen den EC Graz durchsetzte.

## Teilnehmer und Modus
Das Teilnehmerfeld blieb im Vergleich zur Vorsaison praktisch unverändert. Lediglich der Wiener Eislauf-Verein war freiwillig abgestiegen, fusionierte mit dem WAT Stadlau und spielte in diesem Jahr in der Nationalliga. Wie im Jahr zuvor wurde auch heuer vor der Bundesliga wieder die länderübergreifende Alpenliga ausgetragen (siehe Alpenliga 1992/93), sodass die innerösterreichische Saison erst um den Jahreswechsel begann. Im Grunddurchgang spielten die Vereine je viermal gegeneinander, wobei die vier besten Vereine der Alpenliga mit vier, drei, zwei und einem Bonuspunkt starteten. Die Play-off-Begegnungen wurden im Best-of-Five-Modus ausgetragen.

## Grunddurchgang

### Tabelle
| Platz | Team           | Spiele | W  | T | L  | Tordifferenz | Punkte (Bonus) |
| ----- | -------------- | ------ | -- | - | -- | ------------ | -------------- |
| 1     | EC VSV         | 20     | 11 | 3 | 6  | 82:66        | 29 (4)         |
| 2     | EC Graz        | 20     | 8  | 7 | 5  | 74:61        | 26 (3)         |
| 3     | EK Zell am See | 20     | 10 | 3 | 7  | 66:55        | 24 (1)         |
| 4     | EV Innsbruck   | 20     | 8  | 5 | 7  | 69:62        | 21 (0)         |
| 5     | EC KAC         | 20     | 5  | 3 | 10 | 75:71        | 14 (0)         |
| 6     | VEU Feldkirch  | 20     | 2  | 3 | 15 | 64:105       | 9 (2)          |

## Playoffs

### Halbfinale
| Serie                         | Endstand | Spiel 1 | Spiel 2 | Spiel 3 |
| ----------------------------- | -------- | ------- | ------- | ------- |
| EC VSV (1) – Innsbruck (4)    | 3:0      | 6:2     | 7:1     | 6:2     |
| EC Graz (2) – Zell am See (3) | 3:0      | 6:3     | 4:3     | 7:0     |

### Finale
| Serie                    | Endstand | Spiel 1 | Spiel 2 | Spiel 3 |
| ------------------------ | -------- | ------- | ------- | ------- |
| EC VSV (1) – EC Graz (2) | 3:0      | 6:0     | 3:1     | 3:1     |

Mit dem 3:0 in der Finalserie und ohne Niederlage verteidigte der EC VSV erfolgreich seine Meisterschaft und errang den dritten Meistertitel der Vereinsgeschichte.

## Meisterschaftsendstand
| Platz | Team           |
| ----- | -------------- |
| 1.    | EC VSV         |
| 2.    | EC Graz        |
| 3.    | EK Zell am See |
| 4.    | EV Innsbruck   |
| 5.    | EC KAC         |
| 6.    | VEU Feldkirch  |

## Kader des österreichischen Meisters
| Österreichischer Meister EC VSV | Torhüter: Gus Morschauser, Gerhard Thomasser Verteidiger: Jeff Geiger, Herbert Hohenberger, Engelbert Linder, Giuseppe Mion, Gerhard Unterluggauer, Emanuel Viveiros Angreifer: Peter Floriantschitz, Kim Issel, Wolfgang Kromp, Günther Lanzinger, Manfred Mühr, Helmut Petrik, Peter Raffl, Gerald Rauchenwald, Gerald Ressmann, Ken Strong, Alfie Turcotte Cehfrainer: Ron Kennedy |